# Larousse (editora)
Larousse é uma editora francesa fundada por Pierre-Athanase Larousse, em 1851, que conta com equipes de redação em nove países: Argentina, Brasil, Chile, Colômbia, Espanha, Itália, México, Polônia e Venezuela.
No Brasil, a editora faz parte do Grupo Escala de Publicações.